# Баумгартен, Иоганн Кристиан Готтлоб
Иоганн Кристиан Готтлоб Баумгартен (нем. Johann Christian Gottlob Baumgarten; 7 апреля 1756, Луккау, Священная Римская империя, — 19 декабря 1843, Шессбург) — немецкий ботаник, миколог и врач.

## Биография
Иоганн Кристиан Готтлоб Баумгартен родился в городе Луккау 7 апреля 1756 года.
В 1784 году Баумгартен поступил в Медико-хирургический колледж в Дрездене, а в 1785 году в Лейпцигский университет.
Во время серии поездок по Трансильвании он приобрёл обширный ботанический материал.
В 1816 году была опубликована его работа Enumeratio stirpium in magno principatu Transilvaniae praeprimis indigenarum.
Иоганн Кристиан Готтлоб Баумгартен умер 19 декабря 1843 года в возрасте 87 лет.

## Научная деятельность
Иоганн Кристиан Готтлоб Баумгартен специализировался на папоротниковидных и на семенных растениях.

## Научные работы
- Enumeratio stirpium in magno principatu Transilvaniae praeprimis indigenarum, 1816. Tom. 3[3].